# 特羅斯廷斯卡-新塞利察
49°59′32″N 30°16′56″E / 49.99222°N 30.28222°E
特羅斯廷斯卡-新塞利察（烏克蘭語：Тростинська Новоселиця）是位於烏克蘭北部的村莊，由基辅州白采爾克瓦區的赫雷賓基市鎮負責管轄。該村始建於十八世紀，面積2.07平方公里，海拔高度192米，2001年人口253，人口密度每平方公里122.2人。